# Demagog.cz
Demagog.cz je český projekt, který se zaměřuje na faktickou kontrolu politických výroků a tvrzení dalších veřejně významných osob v České republice včetně boje proti online dezinformacím. Od května 2020 se projekt navíc zapojil do sítě nezávislých fact-checkingových partnerů, kteří pro společnost Facebook ověřují pravdivost vybraného a hojně sdíleného obsahu na sociálních sítích.
Kromě činnosti faktické kontroly výroků organizace také pořádá vzdělávací akce a workshopy pro novináře, studenty a širokou veřejnost, zaměřené na rozvoj kritického myšlení a schopnosti analyzovat a ověřovat informace. 
Demagog.cz také spolupracuje s novináři a médii v rámci boje proti dezinformacím.

## Historie
Demagog.cz vznikl v únoru 2012 a přímo navazuje na slovenskou verzi projektu – Demagog.sk. Ten vznikl jako dobrovolná a nezávislá iniciativa Mateja Hrušky a Ondreje Luntera, studentů Masarykovy univerzity v Brně. I díky jejich studiu v Brně bylo jen logické, že se projekt přenesl do českých souvislostí.
Projekt je nepřímo inspirován americkými „fact-checkovými“ portály Politifact.com a Factcheck.org, z nichž první zmiňovaný byl za svou činnost oceněn Pulitzerovou cenou. Daný styl výběru, zpracování a hodnocení výroků je ovšem unikátní a mimo Česko a Slovensko nemá obdobu jinde na světě.

## Fact-check a proces ověřování faktů

### Co je to fact-check?

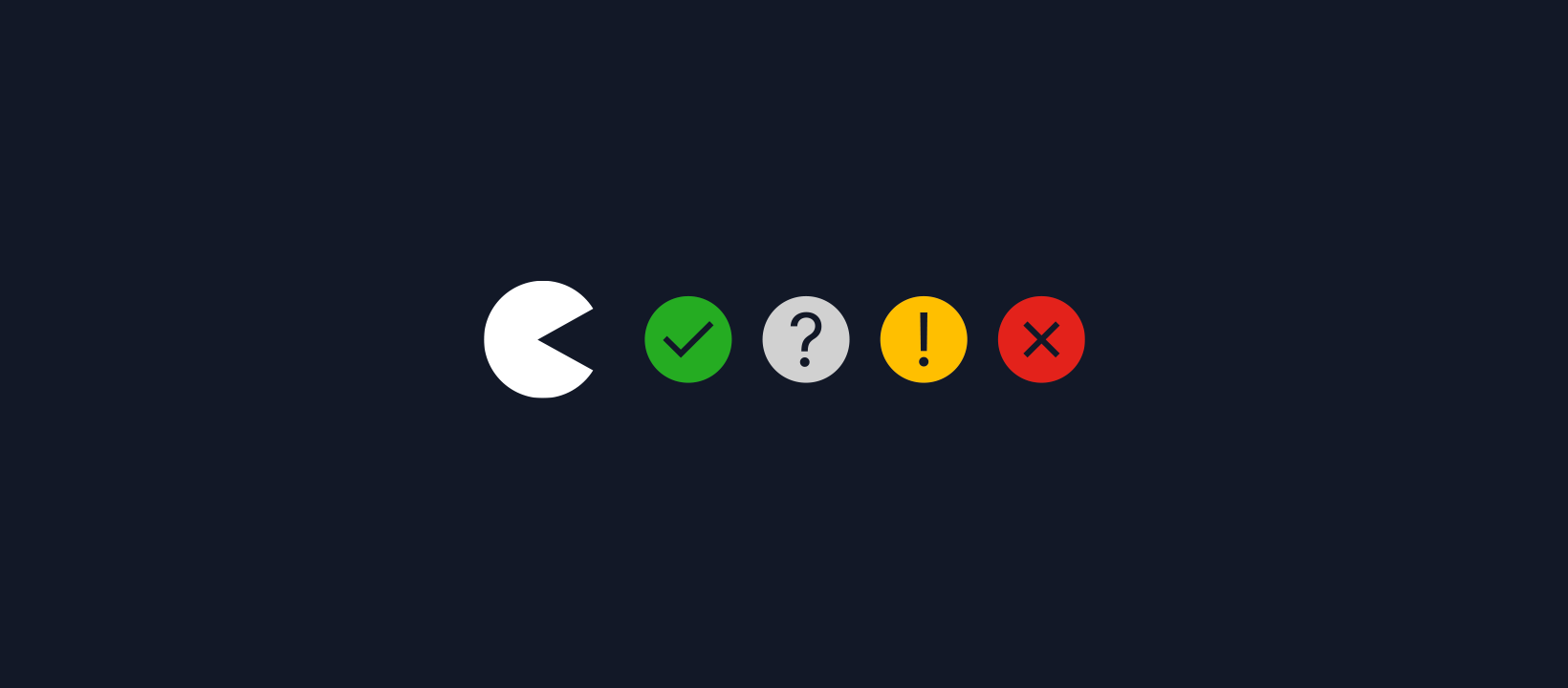
Demagog.cz - legenda fact-checkingu

Termín „fact-check“ znamená ověřování pravdivosti faktických vyjádření politiků. Sledována jsou pouze ověřitelná tvrzení politiků, tedy ta zakládající se na faktech v různých podobách, ať už jsou těmito fakty numerické informace, minulé činy dané osoby (např. hlasování o zákonech nebo vyjádření) nebo historické události.
V ověřované debatě jsou vybírány všechny faktické výroky politiků, nelze tedy vyloučit, že některá tvrzení se mohou jevit jako banální či nedůležitá. Není však možné je z hodnocení vyloučit z důvodu zajištění nestrannosti a objektivity. Nelze proto svévolně srovnávat jednotlivá tvrzení či politiky mezi sebou navzájem.
Kategorie neověřitelných tvrzení jsou rovněž považována za faktická (vycházející z faktů), ke kterým ovšem nebylo možné dohledat žádný veřejný zdroj, jenž by dané tvrzení potvrzoval nebo vyvracel.
Jakýkoli souhrn hodnocení je možné vztahovat právě jen na tato tvrzení, ne na celkový projev politiků.

### Co projekt Demagog.cz nehodnotí?
Nejsou hodnocena politická prohlášení, hodnotící soudy a predikace dopadů nějakých opatření (např. opatření vlády XY je dobré, neboť způsobí růst zaměstnanosti). Je to proto, že při hodnocení ideologických či normativních soudů, které nejsou postaveny na jasných a doložitelných faktech, bychom se sami museli uchylovat k metodám, které by již nebylo možné označit za objektivní a nestranné.

## Sliby vlády a prezidentské sliby
Kromě samotného ověřování jednotlivých výroků politické elity projekt také kontroluje sliby vlády, které každá nově zvolená vláda po volbách představí veřejnosti. Výsledky kontrol slibů jsou průběžně aktualizovány a veřejně dostupné pro všechny občany tak, aby si každý mohl volně a svobodně ověřit, zda vláda v čele s premiérem sliby plní.

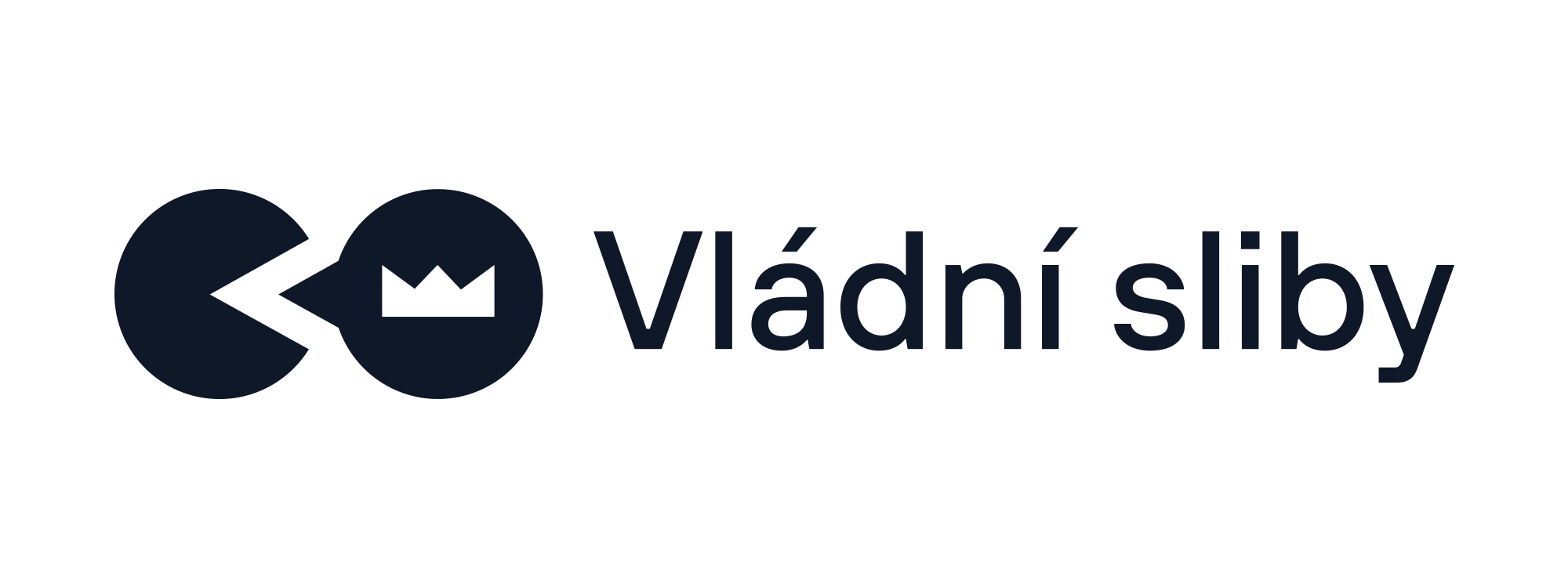
Demagog.cz - grafika vládních slibů

V minulosti tak byly ověřeny sliby čtyřleté vlády Bohuslava Sobotky a Andreje Babiše. V současné chvíli projekt pracuje na slibech vlády Petra Fialy.

### Sliby vlády Bohuslava Sobotky
Demagog.cz kontroloval celkem 156 slibů, které si Sobotkova vláda na začátku svého období vytyčila. Ke konci volebního období pak projekt zveřejnil výsledky.
| Sliby vlády Bohuslava Sobotky | Sliby vlády Bohuslava Sobotky |
| ----------------------------- | ----------------------------- |
| Splněno                       | 79                            |
| Částečně splněno              | 14                            |
| Porušeno                      | 63                            |

Podrobnosti k slibům lze nalézt na webových stránkách projektu, případně v médiích, která unikátní analýzu reflektovala.

### Sliby vlády Andreje Babiše
U vlády Andreje Babiše bylo zkontrolováno celkem 50 slibů.
| Sliby vlády Andreje Babiše | Sliby vlády Andreje Babiše |
| -------------------------- | -------------------------- |
| Splněno                    | 22                         |
| Částečně splněno           | 13                         |
| Porušeno                   | 15                         |

Projekt sledoval, nakolik menšinová vláda hnutí ANO a ČSSD splnila závazky, které si na začátku volebního období sama vytyčila. Vláda Andreje Babiše schválila své programové prohlášení 27. června 2018. Z něj projekt vybral napříč tématy padesátku slibů, jež byly po celé volební období průběžně sledovány. Sliby vlády Andreje Babiše reflektovala řada médií.

## Spolupráce se sociální sítí Facebook
Demagog.cz se v květnu 2020 zapojil do sítě nezávislých fact-checkingových partnerů, kteří pro společnost Facebook (Meta) ověřují pravdivost vybraného facebookového a instagramového obsahu.
Spolupráce s Meta spočívá v tom, že Demagog.cz má přístup k nástroji Facebook Fact Checking, který umožňuje ověřování a označování příspěvků na Facebooku jako pravdivé, nepravdivé nebo částečně pravdivé.
Pokud Demagog.cz narazí na nepravdivý nebo zavádějící obsah (případně dostane nahlášení od svých čtenářů), může se při dalším sdílení uživatelům ukázat varování a odkaz na web Demagogu, kde si čtenář může přečíst fakta a rozhodnout se, zda bude článek dále sdílet nebo ne.
Spolupráce mezi Meta a Demagog.cz tedy umožňuje uživatelům facebooku získávat ověřené informace a pomáhá bojovat proti šíření dezinformací a nepravdivých informací na této sociální síti.

## Ocenění a mezinárodní spolupráce
Od svého založení se projektu podařilo získat již několik ocenění:
Novinářská cena 2012: Cena za inovativní občanskou online žurnalistiku.
ReStart Česko: Online řešení pro společenskou změnu – Cena za 3. místo.
Křišťálová lupa 2012: Projekt roku – 3. místo.
Křišťálová lupa 2015: Veřejně prospěšná služba – 2. místo.

Projekt Demagog.cz je také součástí IFCN (International Fact-Checking Network), což je globální síť fakt-checkingových organizací. Demagog.cz byl přijat do této sítě v roce 2017 a je jedinou fakt-checkingovou organizací, která je členem IFCN v České republice. Projekt je také součástí středoevropského projektu pro boj s dezinformacemi CEDMO. Centrum koordinované z Fakulty sociálních věd Univerzity Karlovy (FSV UK) má v úmyslu podporovat i mediální gramotnost, zvyšovat povědomí o dezinformacích a odolnost proti nim. „Dnes nám trvá několik dní, než zareagujeme na novou nepravdivou zprávu. Naším cílem je zkrátit tuto reakční dobu na hodiny,“ uvedl koordinátor projektu Demagog.cz Petr Gongala.

## Financování projektu
Demagog.cz není finančně ani jinak navázán na žádnou politickou stranu či politickou zájmovou skupinu. Demagog.cz je nezisková organizace a pro udržení nezávislosti je proto financována z různých zdrojů.
Hlavním zdrojem financování je podpora ze strany individuálních dárců a organizací, mezi které můžeme zařadit například Nadační fond nezávislé žurnalistiky, Nadační fond rodiny Orlických, Institut pro evropskou politiku Europeum nebo CEDMO vedeném Univerzitou Karlovou zaměřeného na fact-checking a výzkum v oblasti informačních poruch.
Na webových stránkách organizace je také možné darovat libovolnou částku a podpořit tak činnost Demagog.cz.
Demagog.cz je ve své činnosti maximálně transparentní. Pravidelně vydává výroční zprávy o své činnosti, financování a výsledcích faktické kontroly.

## Kontroverze
Server Demagog.cz byl v minulosti opakovaně kritizován za jednostranné či manipulativní posuzování některých výroků. Radek John zaslal portálu otevřený dopis ohledně analýzy jeho vystoupení v pořadu Otázky Václava Moravce, rozbor hodnocení vystoupení Martina Konvičky v pořadu Hyde park následně publikoval na blogu Radim Valenčík. Analýzy serveru kritizoval i mluvčí Prezidenta České republiky Jiří Ovčáček v článku deníku Echo24. Někteří kritici také rozporují nezávislost projektu částečným financováním z prostředků Nadace Open Society Fund Praha.